# Pałac w Strudze
Pałac w Strudze – zabytkowy pałac w miejscowości Struga – wsi w Polsce, w województwie dolnośląskim, w powiecie wałbrzyskim, w gminie Stare Bogaczowice, pomiędzy Górami Wałbrzyskimi a Pogórzem Wałbrzyskim, w dolinie Czyżynki.
Obiekt powstał w XVII w., w wyniku rozbudowy stojącego tu wcześniej dworu obronnego. W 1730 r. przebudowany na barokowy, modernizowany w XVIII i XIX w. Po 1945 r. kilkakrotnie remontowany, obecnie kapitalnie remontowany.  

## Historia
Około 1565 r. wzniesiono w tym miejscu dwór obronny, najprawdopodobniej modyfikując wcześniej istniejący budynek. W XVII obiekt ten rozbudowano tworząc tym samym obecny pałac. Pałac stanowił jedną z siedzib rodu Czettritzów. W 1730 r. nadano mu barokową formę, a w końcu XVIII i w XIX w. zmodernizowano wnętrza.
Po 1945 r. budynek był użytkowany przez PGR a następnie opuszczony i popadał w ruinę, m.in. w 1965 r. runął dach. W latach 1973–1978 budynek był doraźnie remontowany i ponownie w latach 1995-1997. W 1992 r. spłonęła barokowa oficyna, która została odbudowana w 1998 r.. Kolejny remont rozpoczęto w 2006 r.

## Architektura
Pałac w Strudze to budowla wzniesiona z kamienia i cegły, na planie prostokąta z wewnętrznym dziedzińcem, trójkondygnacyjna, nakryta jedno i dwuspadowymi dachami mansardowymi. Dziedziniec był niegdyś otoczony krużgankami, obecnie są one zamurowane. Na elewacjach zachowało się kilka renesansowych obramień okiennych i boniowane lizeny. 
Nad głównym wejściem przy dachu szczyt z jednym oknem zwieńczony trójkątnym frontonem a samo wejście w portalu ograniczonym po bokach ustawionymi pod kątem 45 stopni podwójnymi pilastrami, tworzącymi pseudo kolumny podtrzymujące półkolisty balkon z żelazną ażurową balustradą, który jest flankowany przez ustawione po bokach cokoły z kamiennymi wazonami. 

W styczniu 2019 podczas prac remontowych sali balowej odkryto pod tynkiem 24 portrety o ogólnej powierzchni około 50 m². Freski pochodzące z XVI wieku zostały w XVIII wieku ukryte pod owalną drewnianą kopułą sali balowej. Portrety przedstawiają czterech rzymskich cesarzy oraz dwudziestu władców Dolnego Śląska. Budynek jest częścią zespołu pałacowego, w skład którego wchodzą jeszcze park oraz oficyna z 1560 r.

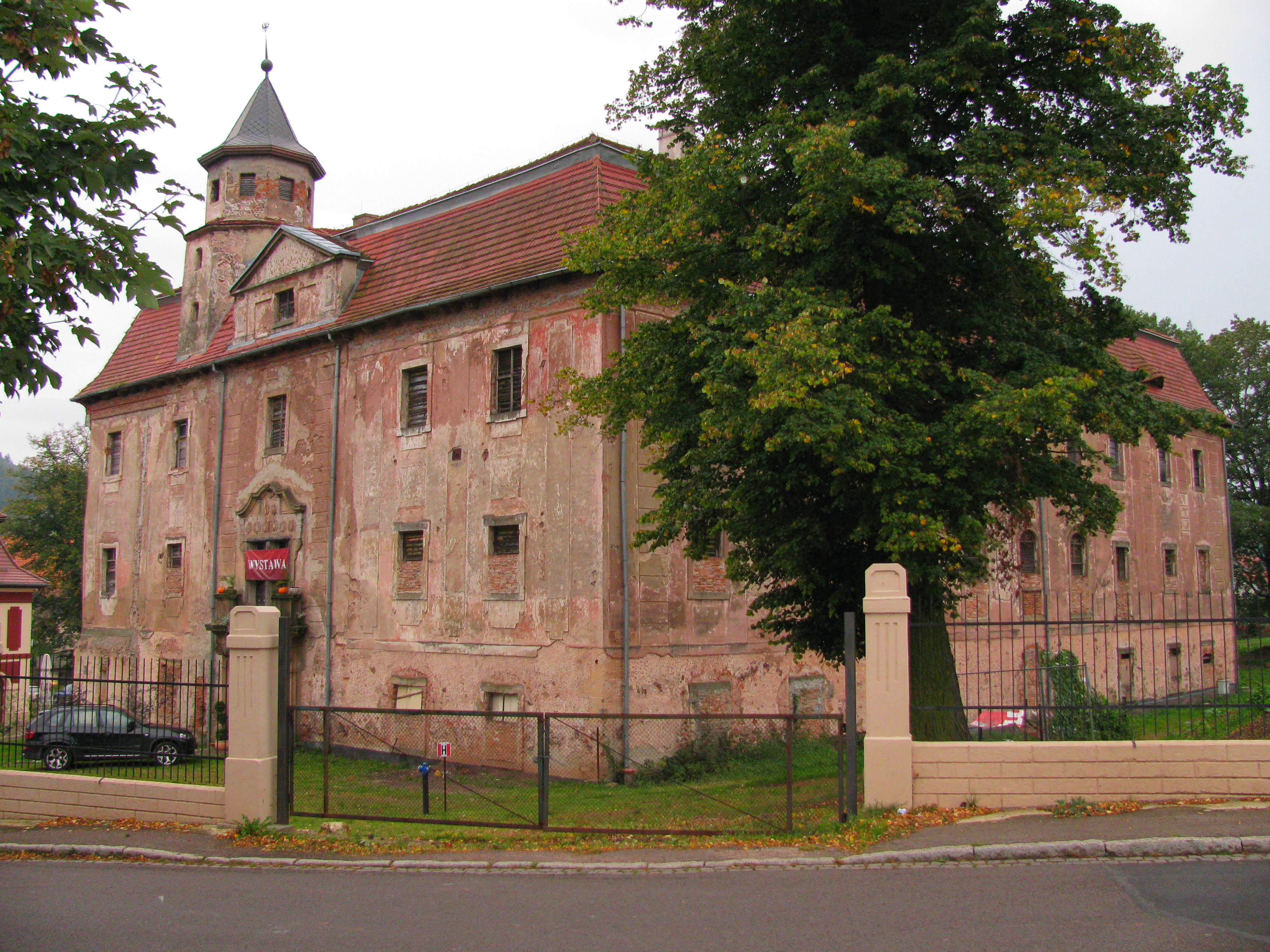
Pałac
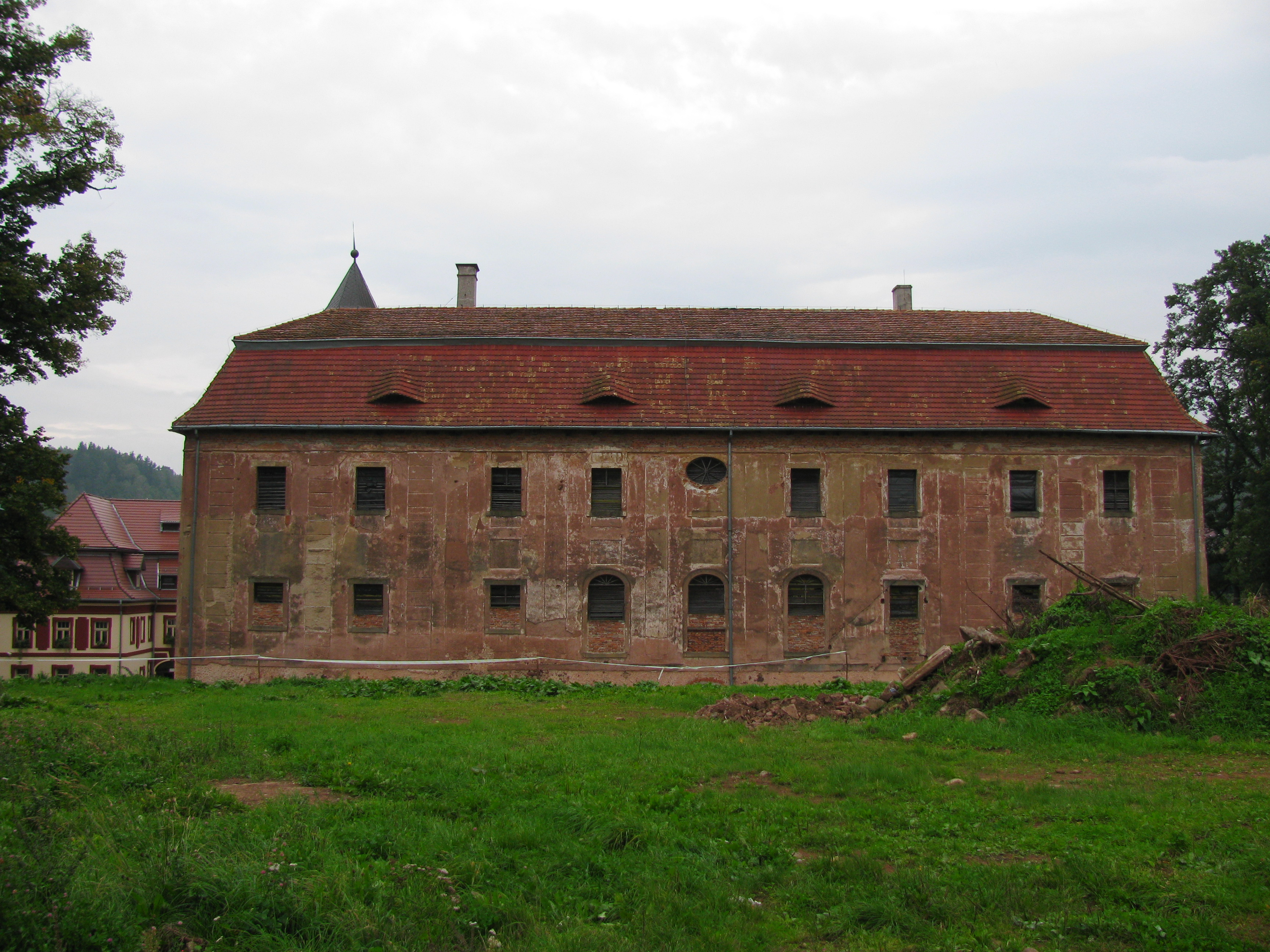
Pałac
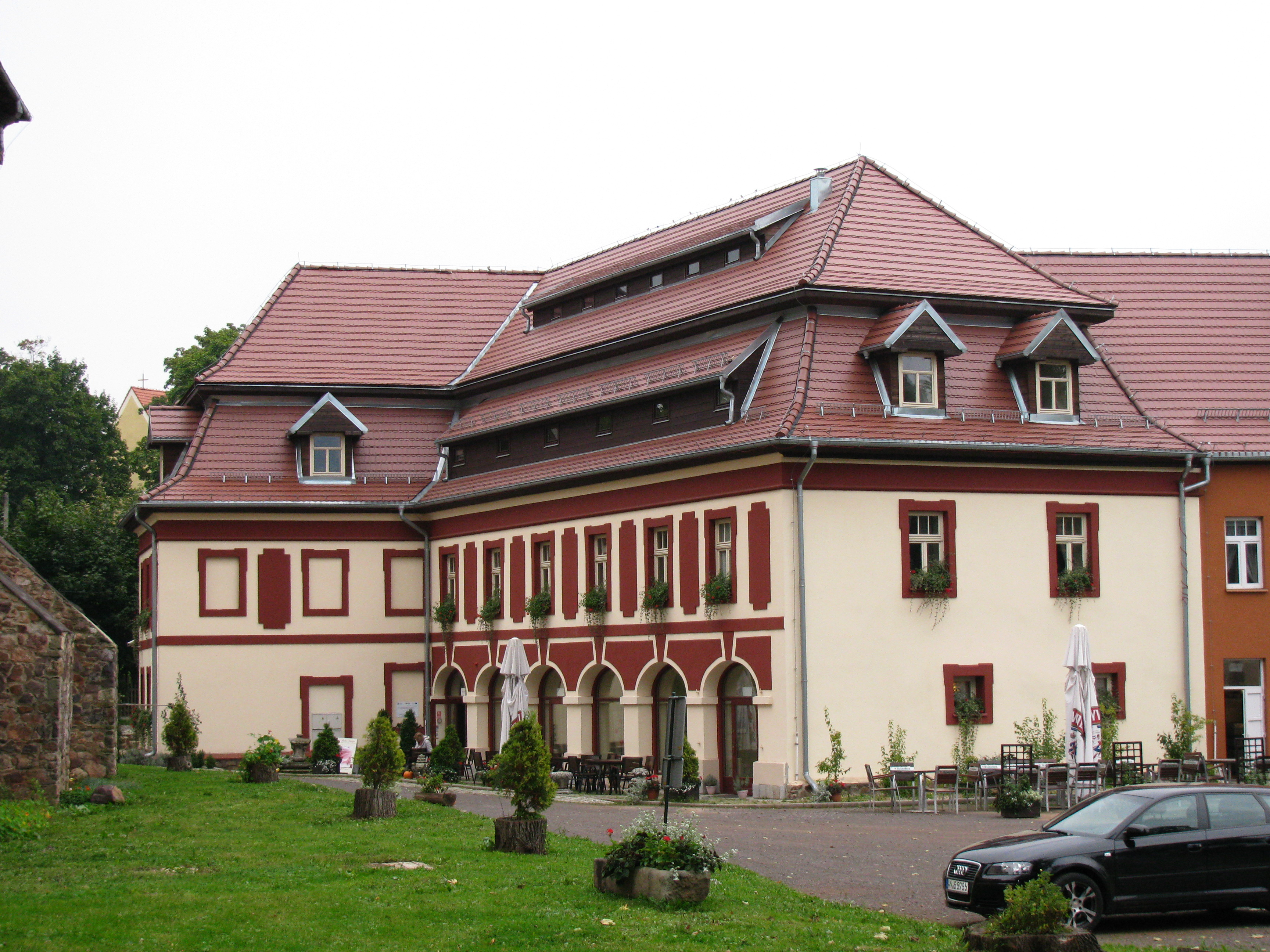
Oficyna

## Herby
Nad balkonowym oknem fryz z dwoma rzędami kartuszy, na których znajduje się osiem herbów (dwa górne i sześć dolnych):
- Górny rząd, od lewej, von: 1. Reibnitz 2. Bischofswerdt
- Dolny rząd, od lewej, von: 3. Nimptsch[7] 4. Schaffgotsch 5. Mühlheim 6. Schönburg 7.Czettritz[7] 8. Dohna[7].

Jest to wywód rodowy Abrahama von Czettritz i jego żony Marii von Nimptsch rodziców Abrahama von Czettritz (1560-1598).

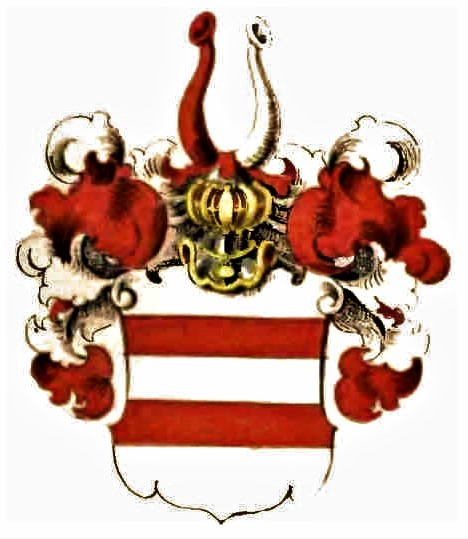
1. Reibnitz
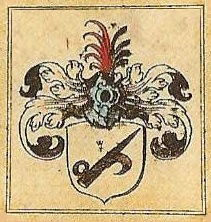
2. Bischofswerdt
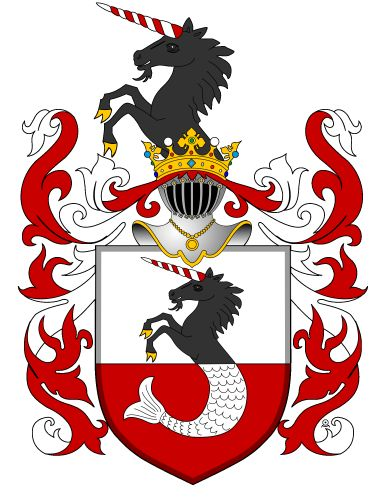
3. Nimptsch
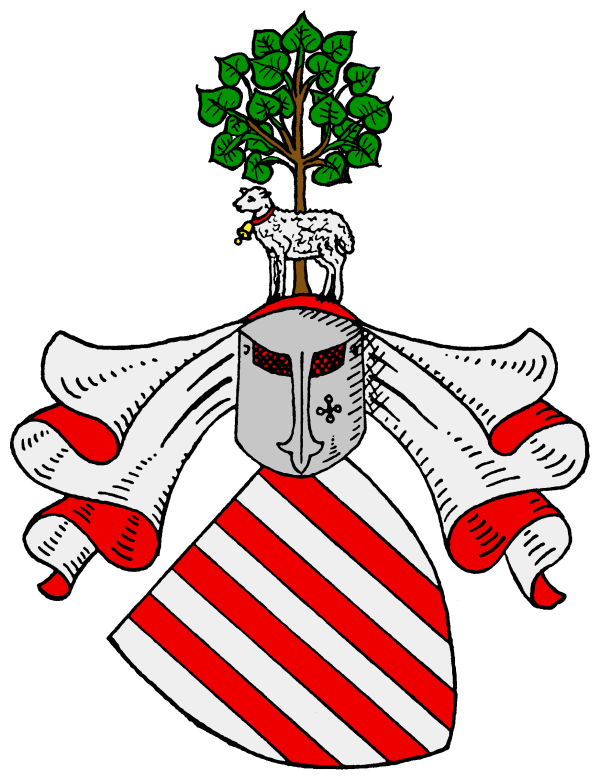
4. Schaffgotsch
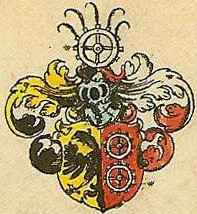
5. Mühlheim
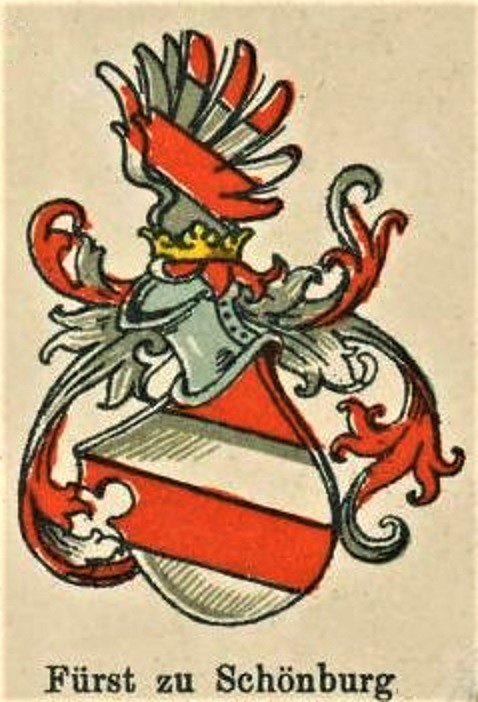
6. Schönburg
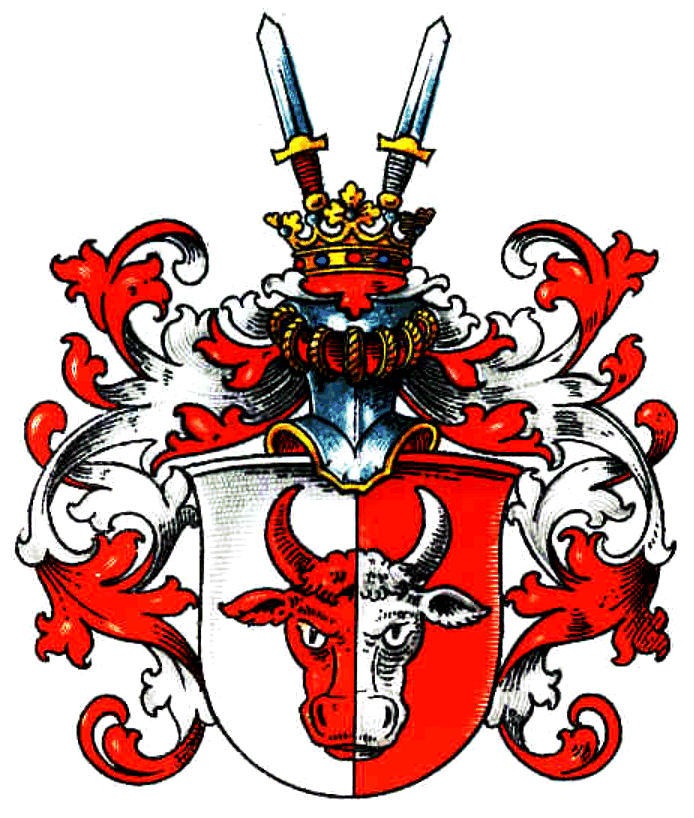
7. Czettritz
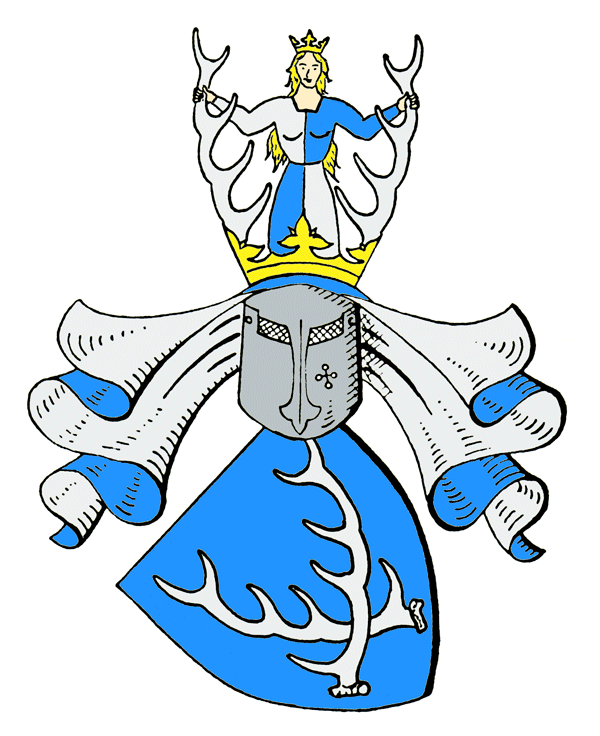
8. Dohna